# Serie A (1962/1963)
Serie A 1962/1963 – 61. edycja najwyższej w hierarchii klasy mistrzostw Włoch w piłce nożnej, organizowanych przez Lega Nazionale, które odbyły się od 16 września 1962 do 26 maja 1963. Mistrzem został Inter Mediolan, zdobywając swój ósmy tytuł.

## Organizacja
Liczba uczestników pozostała bez zmian (18 drużyn). Genoa, Napoli i Modena awansowali z Serie B. Rozgrywki składały się z meczów, które odbyły się systemem kołowym u siebie i na wyjeździe, w sumie 34 rund: 2 punkty przyznano za zwycięstwo i po jednym punkcie w przypadku remisu, z możliwą dogrywką, rozstrzygać sytuacje ex aequo w końcowej klasyfikacji.. Zwycięzca rozgrywek ligowych otrzymywał tytuł mistrza Włoch. Trzy ostatnie drużyny spadało bezpośrednio do Serie B.

## Drużyny
| Uczestnicy poprzedniej edycji                                                                                 | Uczestnicy poprzedniej edycji | Uczestnicy poprzedniej edycji | Uczestnicy poprzedniej edycji |
| --- | ----------------------------- | ----------------------------- | ----------------------------- |
| ATA | Atalanta                      | 6                             |                               |
| BOL | Bologna                       | 4                             |                               |
| CTN | Catania                       | 10                            |                               |
| FIO | Fiorentina                    | 3                             |                               |
| INT | Inter Mediolan                | 2                             |                               |
| JUV | Juventus                      | 12                            |                               |
| LRV | Lanerossi Vicenza             | 14                            |                               |
| MAN | Mantova                       | 9                             |                               |
| MIL | Milan                         | 1                             |                               |
| PAL | Palermo                       | 8                             |                               |
| ROM | Roma                          | 5                             |                               |
| SAM | Sampdoria                     | 10                            |                               |
| SPA | SPAL                          | 14                            |                               |
| TOR | Torino                        | 7                             |                               |
| VEN | Venezia                       | 12                            |                               |
| Spadek z poprzedniej edycji                                                                                   |                               |                               |                               |
| PAD | Padova                        | 16                            |                               |
| LEC | Lecco                         | 17                            |                               |
| UDI | Udinese                       | 18                            |                               |
| Awans z Serie B 1961/1962                                                                                     |                               |                               |                               |
| GEN | Genoa                         | 1                             |                               |
| NAP | Napoli                        | 2                             |                               |
| MOD | Modena                        | 3                             |                               |
| Oznaczenia: - kolumna pierwsza – skróty nazw drużyn, - kolumna trzecia – miejsce zajęte w poprzednim sezonie. |                               |                               |                               |

## Tabela
|     | Klub               | Pkt | M  | Z  | R  | P  | GZ | GS | +/- | Uwagi                     |
| --- | ------------------ | --- | -- | -- | -- | -- | -- | -- | --- | ------------------------- |
| 1.  | Inter Mediolan (C) | 49  | 34 | 19 | 11 | 4  | 56 | 20 | +36 | Puchar Mistrzów           |
| 2.  | Juventus           | 45  | 34 | 18 | 9  | 7  | 50 | 25 | +25 | Puchar Miast Targowych    |
| 3.  | Milan              | 43  | 34 | 15 | 13 | 6  | 53 | 27 | +26 | Puchar Mistrzów           |
| 4.  | Bologna            | 42  | 34 | 17 | 8  | 9  | 58 | 39 | +19 |                           |
| 5.  | Roma               | 40  | 34 | 13 | 14 | 7  | 57 | 32 | +25 | Puchar Miast Targowych    |
| 6.  | Fiorentina         | 38  | 34 | 15 | 8  | 11 | 52 | 32 | +20 |                           |
| 7.  | Lanerossi Vicenza  | 36  | 34 | 13 | 10 | 11 | 35 | 35 | 0   |                           |
| 8.  | Atalanta           | 34  | 34 | 12 | 10 | 12 | 43 | 44 | -1  | Puchar Zdobywców Pucharów |
| 8.  | SPAL               | 34  | 34 | 12 | 10 | 12 | 36 | 38 | -2  |                           |
| 8.  | Torino             | 34  | 34 | 12 | 10 | 12 | 34 | 38 | -4  |                           |
| 11. | Sampdoria          | 30  | 34 | 11 | 8  | 15 | 41 | 50 | -9  |                           |
| 11. | Modena             | 30  | 34 | 10 | 10 | 14 | 36 | 47 | -11 |                           |
| 11. | Mantova            | 30  | 34 | 8  | 14 | 12 | 34 | 46 | -12 |                           |
| 11. | Catania            | 30  | 34 | 10 | 10 | 14 | 35 | 56 | -21 |                           |
| 15. | Genoa              | 28  | 34 | 9  | 10 | 15 | 32 | 48 | -16 |                           |
| 16. | Napoli             | 27  | 34 | 9  | 9  | 16 | 35 | 59 | -24 | Spadek                    |
| 17. | Venezia            | 22  | 34 | 6  | 10 | 18 | 36 | 51 | -15 | Spadek                    |
| 18. | Palermo            | 20  | 34 | 5  | 10 | 19 | 18 | 54 | -36 | Spadek                    |

## Wyniki
|     | ATA | BOL | CAT | FIO | GEN | INT | JUV | LRV | MAN | MIL | MOD | NAP | PAL | ROM | SAM | SPA | TOR | VEN |
| --- | --- | --- | --- | --- | --- | --- | --- | --- | --- | --- | --- | --- | --- | --- | --- | --- | --- | --- |
| ATA |     | 1-3 | 0-0 | 0-1 | 1-1 | 1-0 | 3-6 | 3-1 | 2-2 | 2-2 | 2-1 | 2-1 | 1-0 | 3-1 | 1-1 | 1-0 | 0-0 | 2-2 |
| BOL | 1-0 |     | 5-0 | 2-1 | 1-1 | 0-4 | 1-2 | 2-1 | 2-2 | 1-2 | 7-1 | 4-2 | 4-0 | 0-0 | 4-1 | 4-1 | 1-0 | 0-0 |
| CAT | 2-0 | 1-1 |     | 0-1 | 3-1 | 1-0 | 1-5 | 1-0 | 1-1 | 1-0 | 3-2 | 1-0 | 0-0 | 0-0 | 0-1 | 0-0 | 3-0 | 3-2 |
| FIO | 2-0 | 3-1 | 3-0 |     | 5-0 | 1-1 | 1-0 | 1-1 | 5-0 | 0-1 | 1-2 | 5-1 | 3-1 | 1-1 | 1-1 | 2-0 | 1-0 | 1-4 |
| GEN | 2-1 | 1-0 | 4-1 | 1-2 |     | 1-3 | 0-0 | 2-0 | 0-0 | 0-1 | 1-1 | 3-2 | 5-0 | 2-2 | 2-1 | 0-0 | 1-0 | 2-0 |
| INT | 1-2 | 4-1 | 2-1 | 1-0 | 6-0 |     | 1-0 | 1-0 | 1-0 | 1-1 | 0-0 | 1-0 | 4-0 | 2-0 | 4-0 | 3-2 | 1-1 | 2-0 |
| JUV | 2-3 | 3-1 | 0-1 | 0-0 | 2-0 | 0-1 |     | 2-0 | 2-0 | 1-0 | 2-1 | 1-0 | 2-1 | 2-0 | 3-0 | 2-2 | 0-1 | 2-1 |
| LRV | 2-2 | 0-0 | 3-1 | 1-0 | 1-0 | 1-2 | 1-3 |     | 4-2 | 2-0 | 1-0 | 0-0 | 1-0 | 0-0 | 3-0 | 1-0 | 0-1 | 0-0 |
| MAN | 0-1 | 0-1 | 3-1 | 1-1 | 2-0 | 0-0 | 0-0 | 0-0 |     | 1-3 | 3-0 | 2-1 | 1-0 | 1-0 | 3-1 | 0-1 | 1-1 | 2-0 |
| MIL | 0-0 | 3-1 | 0-0 | 0-0 | 1-0 | 1-1 | 0-0 | 6-1 | 2-2 |     | 4-0 | 0-1 | 2-0 | 0-1 | 1-1 | 4-0 | 2-1 | 3-3 |
| MOD | 0-0 | 3-1 | 0-0 | 0-0 | 1-0 | 1-1 | 0-0 | 6-1 | 2-2 | 4-0 |     | 0-1 | 2-0 | 0-1 | 1-1 | 4-0 | 2-1 | 3-3 |
| NAP | 2-1 | 0-0 | 3-2 | 2-0 | 1-0 | 1-5 | 0-0 | 1-0 | 0-0 | 1-5 | 0-2 |     | 3-1 | 3-3 | 0-2 | 2-0 | 2-2 | 1-0 |
| PAL | 1-0 | 0-0 | 1-1 | 1-0 | 0-0 | 1-1 | 1-1 | 1-1 | 1-0 | 1-3 | 2-2 | 1-1 |     | 0-4 | 1-1 | 0-1 | 0-1 | 2-1 |
| ROM | 1-1 | 3-1 | 5-1 | 2-2 | 1-0 | 3-0 | 1-1 | 0-1 | 7-1 | 0-1 | 2-0 | 3-0 | 2-0 |     | 2-0 | 0-0 | 5-0 | 2-2 |
| SAM | 2-0 | 2-3 | 4-0 | 1-0 | 3-1 | 0-0 | 2-1 | 1-3 | 2-2 | 2-1 | 1-1 | 3-0 | 2-0 | 0-0 |     | 0-1 | 1-3 | 3-1 |
| SPA | 2-5 | 0-1 | 2-2 | 3-1 | 4-0 | 0-0 | 0-2 | 1-1 | 1-1 | 0-0 | 1-0 | 4-2 | 1-0 | 3-0 | 1-0 |     | 2-0 | 1-1 |
| TOR | 1-0 | 0-1 | 1-1 | 0-4 | 2-0 | 1-1 | 0-1 | 1-2 | 1-0 | 0-0 | 2-0 | 1-1 | 3-0 | 2-2 | 4-2 | 2-1 |     | 1-0 |
| VEN | 1-0 | 0-3 | 2-1 | 0-3 | 0-0 | 0-2 | 1-2 | 1-2 | 4-1 | 0-2 | 4-1 | 1-1 | 0-1 | 1-1 | 2-0 | 0-1 | 1-1 |     |

## Najlepsi strzelcy
| Bramki | Strzelcy              | Drużyna                |
| ------ | --------------------- | ---------------------- |
| 19     | Harald Nielsen        | Bologna                |
| 19 (5) | Pedro Manfredini      | Roma                   |
| 16 (2) | Omar Sívori           | Juventus               |
| 15     | Kurt Hamrin           | Fiorentina             |
| 14     | Ezio Pascutti         | Bologna                |
| 13     | Beniamino Di Giacomo  | Torino, Inter Mediolan |
| 13 (3) | José Ricardo da Silva | Sampdoria              |
| 13 (5) | Angelo Sormani        | Mantova                |
| 12     | Dino da Costa         | Atalanta               |
| 12     | Armando Miranda       | Juventus               |
| 12 (2) | Gerry Hitchens        | Inter Mediolan, Torino |

## Skład mistrzów
| Zwycięzca Serie A 1962/63 |
| ------------------------- |
| Inter Mediolan 8 Tytuł    |

| formacja | Piłkarz (liczba meczów)   |
| --- | ------------------------- |
| Buffon Picchi Burgnich Guarneri Facchetti Zaglio Suárez Mazzola Jair Di Giacomo Corso | Lorenzo Buffon (20)       |
| Buffon Picchi Burgnich Guarneri Facchetti Zaglio Suárez Mazzola Jair Di Giacomo Corso | Tarcisio Burgnich (31)    |
| Buffon Picchi Burgnich Guarneri Facchetti Zaglio Suárez Mazzola Jair Di Giacomo Corso | Giacinto Facchetti (31)   |
| Buffon Picchi Burgnich Guarneri Facchetti Zaglio Suárez Mazzola Jair Di Giacomo Corso | Franco Zaglio (21)        |
| Buffon Picchi Burgnich Guarneri Facchetti Zaglio Suárez Mazzola Jair Di Giacomo Corso | Aristide Guarneri (34)    |
| Buffon Picchi Burgnich Guarneri Facchetti Zaglio Suárez Mazzola Jair Di Giacomo Corso | Armando Picchi (30)       |
| Buffon Picchi Burgnich Guarneri Facchetti Zaglio Suárez Mazzola Jair Di Giacomo Corso | Jair (27)                 |
| Buffon Picchi Burgnich Guarneri Facchetti Zaglio Suárez Mazzola Jair Di Giacomo Corso | Sandro Mazzola (23)       |
| Buffon Picchi Burgnich Guarneri Facchetti Zaglio Suárez Mazzola Jair Di Giacomo Corso | Beniamino Di Giacomo (24) |
| Buffon Picchi Burgnich Guarneri Facchetti Zaglio Suárez Mazzola Jair Di Giacomo Corso | Luis Suárez (29)          |
| Buffon Picchi Burgnich Guarneri Facchetti Zaglio Suárez Mazzola Jair Di Giacomo Corso | Mario Corso (30)          |
| Buffon Picchi Burgnich Guarneri Facchetti Zaglio Suárez Mazzola Jair Di Giacomo Corso | Trener: Helenio Herrera   |
| Pozostałe piłkarze: Humberto Maschio (15), Bruno Bolchi (12), Mauro Bicicli (11), Ottavio Bugatti (10), Enea Masiero (9), Gerry Hitchens (5), Giovanni Ferretti (4), Egidio Morbello (4), Lorenzo Bettini (2), Giorgio Della Giovanna (1), Carlo Tagnin (1). |                           |